# Stanley Fuller
Stanley Charles Fuller (ur. 13 października 1911 w Norwich, zm. 3 stycznia 1988 w Great Yarmouth) – brytyjski lekkoatleta, sprinter, olimpijczyk z 1932.

## Kariera sportowa
W 1932 został wicemistrzem Wielkiej Brytanii (AAA) w biegu na 220 jardów i brązowym medalistą w biegu na 100 jardów.
Został wybrany do reprezentacji Wielkiej Brytanii na igrzyska olimpijskie w 1932 w Los Angeles. W drodze do Stanów Zjednoczonych zranił się podczas upadku ze schodów na statku, co wpłynęło na jego dyspozycję. Na igrzyskach odpadł w ćwierćfinale biegu na 200 metrów, i eliminacjach biegu na 100 metrów, a także zajął wraz z kolegami (Donaldem Finlayem, Stanleyem Engelhartem i Ernestem Page) 6. miejsce w sztafecie 4 × 100 metrów.
Rekordy życiowe:
- bieg na 100 jardów – 9,9 s (1931)
- bieg na 200 metrów – 22,1 s (1932)
- bieg na 220 jardów – 22,2 s (1931)